# Пезопулос, Теодорос
Тео́дорос Пезо́пулос (греч. Θεόδωρος Πεζόπουλος; 1894, Афины, — 22 апреля 1941, залив Сароникос) — офицер военно-морских сил Греции, участник Второй мировой войны.
Погиб 22 апреля 1941 года в ходе воздушной атаки 35 немецких самолётов на эсминец «Идру».
Его именем были названы два корабля военно-морского флота Греции. Был масоном.

## Биография
Теодорос Пезопулос родился в Афинах в 1894 году. Был записан в Ионическую школу Афин.
Закончил военно-морское училище в 1920 году, в звании старшего лейтенанта.
Во время Малоазийского похода греческой армии (1919—1922) принял участие в патрулировании восточного побережья Мраморного и Эгейского морей и огневой поддержки армии.
Впоследствии служил командиром подводной лодки «Тритон».
В 1933 году получил звание коммандера.
В 1937 году получил звание капитана 2-го ранга.

## Вторая мировая война
С началом греко-итальянской войны 28 октября 1940 года был назначен командиром эсминца «Идры».
Под его командованием эсминец принял участие в рейде греческого флота в пролив Отранто 15 ноября 1940 года.
В морском англо-итальянском сражении у мыса Матапан группе греческих эсминцев, среди которых был «Идра», была поставлена задача препятствовать отходу итальянского флота. 29 марта 1941 года «Идра» подобрал в море 110 итальянских моряков.
Греческая армия, при поддержке флота, отразила нападение итальянцев и перенесла военные действия на территорию Албании.
6 апреля 1941 года на помощь своим союзникам пришла Гитлеровская Германия.
Немцы не смогли сходу прорвать линию греческой обороны на греко-болгарской границе, но прошли к македонской столице, городу Салоникам, через территорию Югославии.
Группа дивизий Восточной Македонии была отсечена от основных сил греческой армии, сражавшихся против итальянцев в Албании.
При приближении немецких войск к Афинам, 22 апреля эсминец получил приказ направиться к островку Флевес, где должен был встретить и сопроводить до острова Крит подводную лодку «Папаниколис» и гружённый боеприпасами флота вспомогательный корабль «Мари Мерск» (Μαρί Μερσκ). Проходя у острова Эгина эсминец подвергся атаке 35 немецких самолётов. Из примерно 60 сброшенных бомб ни одна не поразила эсминец, но 8 из них, взорвавшись у корабля, вызвали течь корпуса, что стало причиной затопления корабля у островка Лагуса в заливе Сароникосе. При этом, от пулемётного обстрела и осколков, погибли капитан корабля Т. Пезопулос и 41 членов экипажа.
Из воспоминаний выживших моряков, Пезопулос, раненый не уходил с мостика и умер на нём.

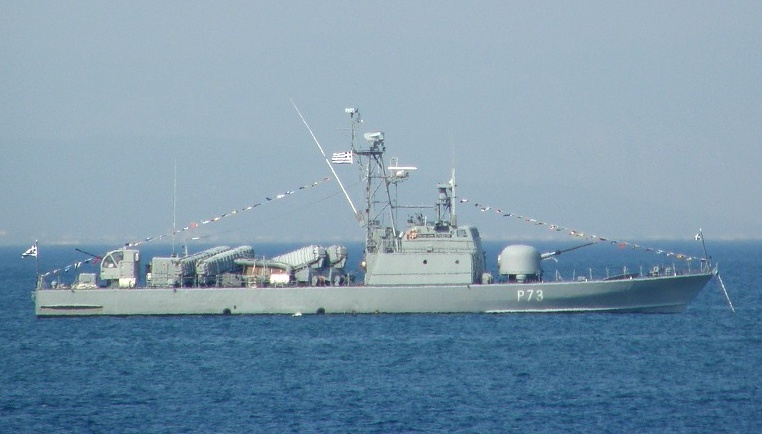
Ракетый катер «Пезопулос».

## Память
Военно-морской флот Греции дал имя погибшего капитана канонерской лодке «Пезопулос» (1947) и ракетному катеру «Пезопулос» (1995).
Община Афин назвала именем капитана Пезопулоса одну из улиц города.